# Portugiesisch-uruguayische Beziehungen
Die portugiesisch-uruguayischen Beziehungen beschreiben das zwischenstaatliche Verhältnis zwischen Portugal und Uruguay. Die Länder unterhalten seit 1843 direkte diplomatische Beziehungen.
Die bilateralen Beziehungen gelten als problemlos und gut. Sie sind heute gekennzeichnet von der gemeinsamen Arbeit in internationalen Organisationen wie dem Iberoamerika-Gipfel oder der Lateinischen Union. Auch Portugals vermittelnde Haltung bei den Verhandlungen zwischen dem Mercosur und der EU ist zu nennen. Seit 2016 hat Uruguay zudem Beobachterstatus in der Gemeinschaft der Portugiesischsprachigen Länder.
Historisch spielen besonders die teilweise portugiesischen Ursprünge Uruguays eine Rolle. Das 1680 durch die Portugiesen errichtete Colonia del Sacramento ist die älteste Stadt des Landes. Sie war die erste europäische Siedlung im Gebiet des heutigen Uruguay, ihre Altstadt zählt heute zum UNESCO-Welterbe.
Ein weiterer Berührungspunkt ist zudem die historische Einwanderung aus Portugal nach Uruguay.
Aus der Zeit portugiesischer Präsenz und der seither anhaltenden portugiesischsprachigen Nachbarschaft hat auch eine linguistische Entwicklung ihre Wurzeln, die heute auch in Uruguay als Portuñol bekannt ist, eine Mischsprache aus Spanisch und Portugiesisch.
Beide Länder haben eine Vielzahl bilateraler Abkommen miteinander geschlossen, zuletzt ein Doppelbesteuerungsabkommen (2009).

## Geschichte

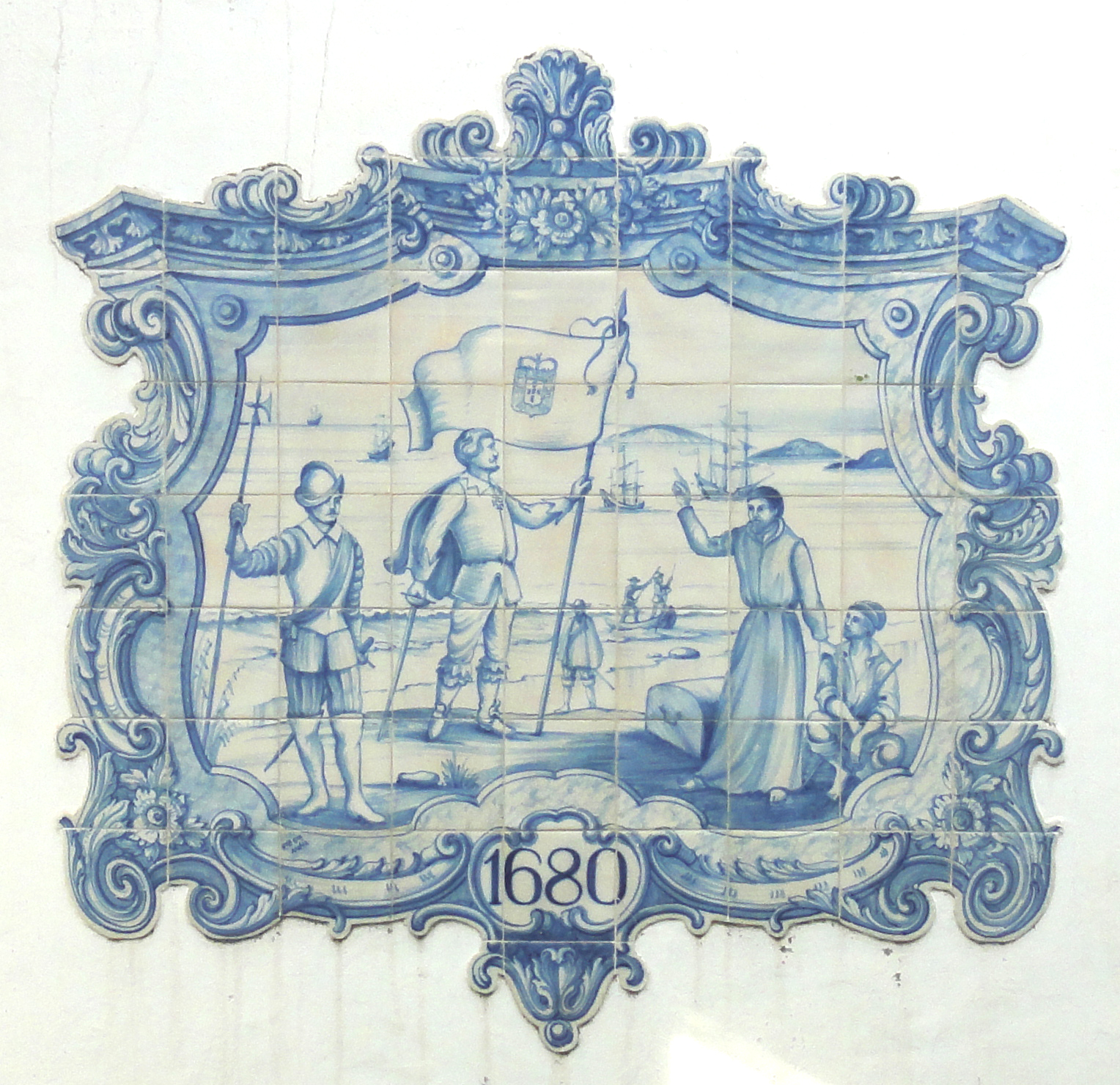
Azulejos im portugiesischen Museum in Colonia del Sacramento

Der Portugiese Aleixo Garcia gehörte zur Expedition des zuvor für Portugal segelnden Juan Díaz de Solís, die 1516 als erste Europäer die Isla Martín García und den Río Uruguay entdeckten.
Trotz des portugiesisch-spanischen Vertrages von Tordesillas versuchten eine Vielzahl portugiesischer Händler, Handwerker, Söldner und Künstler ihr Glück auch in den Spanien zugewiesenen Teilen Südamerikas, so auch im heutigen Uruguay, das zudem an die Portugiesische Kolonie Brasilien grenzte. So kamen insbesondere portugiesische Missionare und Handwerker bereits ab dem frühen 16. Jahrhundert hier her. Bekannt wurden etwa die Arbeiten des portugiesischen Schreiners Fernão Peres, der beim Bau zahlreicher Kirchen in der Region des Río de la Plata in den 1530er Jahren beteiligt war.
Das heutige Uruguay war unter dem Namen Província Cisplatina zeitweise Teil der portugiesischen Kolonie Brasilien. 1680 errichteten die Portugiesen die Ortschaft Colonia del Sacramento, um vor allem den Handel auf dem breiten Río de la Plata zu kontrollieren.
Im Jahr 1762 begannen die Portugiesen mit der Errichtung der Fortaleza de Santa Teresa. Sie wurde erst später durch die Spanier fertiggestellt.
Im Vertrag von Santo Ildefonso 1777 trat Portugal das Gebiet endgültig an Spanien ab. Bis heute findet sich hier architektonisches Erbe Portugals, insbesondere in Colonia del Sacramento sind portugiesische Wappen und Insignien zu sehen, etwa an der Casa Rosada (neben der Casa-Museu de Nacarellos) oder an der Puerta de Campo, einem Tor in der portugiesischen Befestigung aus dem 17. Jahrhundert.

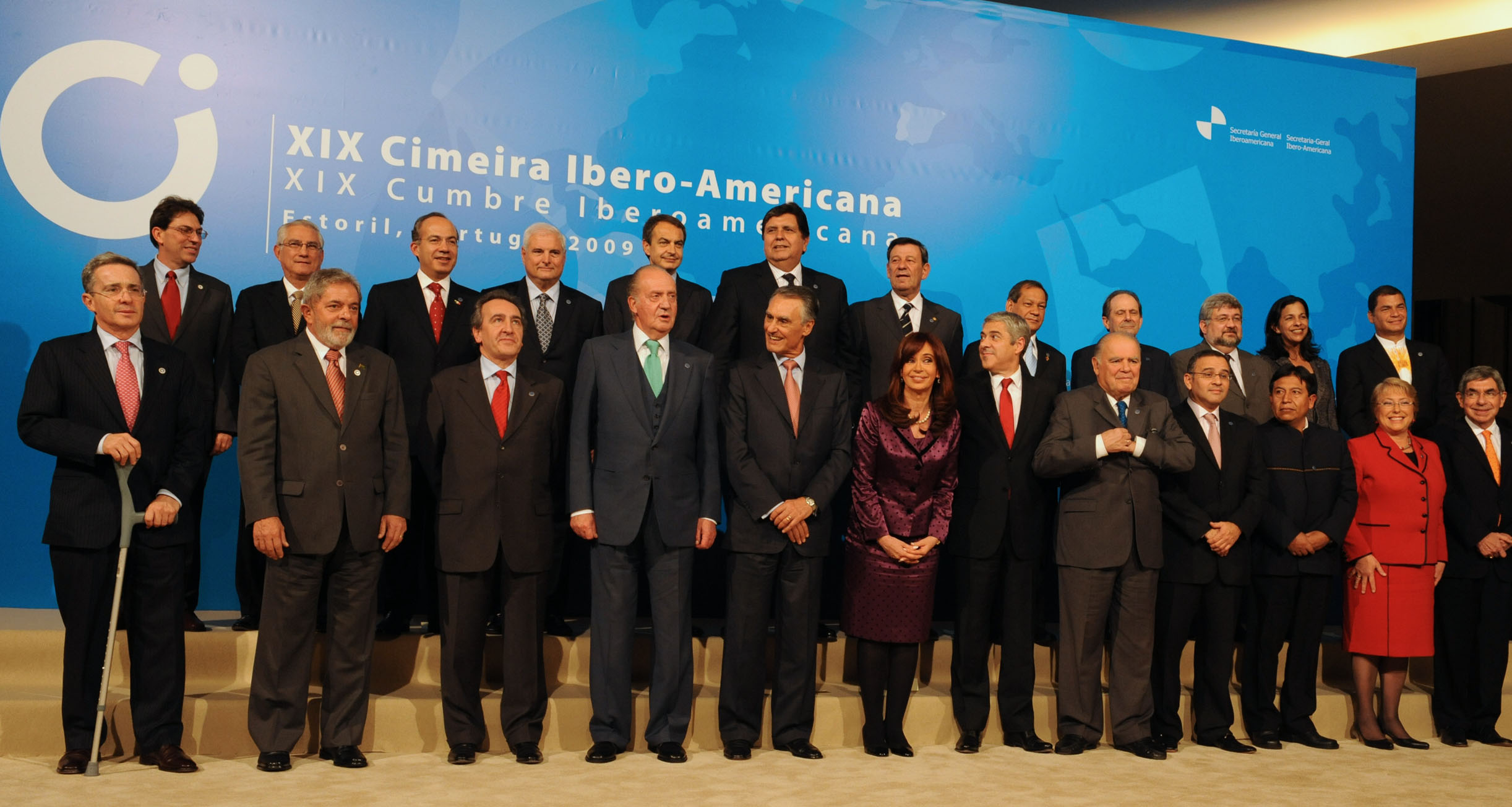
Gruppenbild der Staatschefs beim Ibero-Amerika-Gipfel 2009 in Portugal

Am 27. September 1843 nahm der Baron (Barão de Sousa) Leonardo Sousa Leite e Azevedo seine Arbeit als Generalkonsul in der uruguayischen Hauptstadt Montevideo auf. Dies war die erste diplomatische Vertretung Portugals in dem Land.
Am 31. Oktober 1910 erkannte Uruguay die kurz zuvor ausgerufene Portugiesische Republik und am 16. Mai 1918 die Putsch-Regierung des Generals Sidónio Pais an.
Seit den 1980er Jahren begannen sich die Beziehungen langsam zu vertiefen. Einem ersten Visa-Abkommen 1985 folgten eine Reihe weiterer bilateraler Verträge und Kooperationen, insbesondere in den 1990er Jahren u. a. ein Investitionsschutzabkommen, ein Kulturabkommen und die Städtefreundschaft zwischen Montevideo und Lissabon 2008. Auch die Position Portugals gegenüber den Mercosur-Staaten in den Verhandlungen mit der EU um 2004 führte zu einer weiteren Verbesserung der ohnehin guten Beziehungen.

## Portugiesische Einwanderung in Uruguay

### Migration
Die portugiesische Einwanderung in Uruguay war weniger markant als in Ländern wie Venezuela oder Argentinien, aber dennoch von Bedeutung. Insbesondere seit Mitte des 18. Jahrhunderts kamen viele Portugiesen, häufig von den Azoreninseln, bevor in einer letzten Hochphase in den 1950er Jahren nochmal eine Zahl Menschen aus Portugal einwanderten. Seit den 1990er Jahren wanderten nun erstmals andersherum auch Menschen aus Uruguay nach Portugal aus, wenn auch nur in vergleichsweise kleiner Zahl.
2014 waren 1.971 Staatsbürger in den portugiesischen Konsulaten in Uruguay registriert. 2015 waren in Portugal 122 Bürger Uruguays gemeldet.

### Bekannte Uruguayer portugiesischer Abstammung
Eine Reihe bekannter Persönlichkeiten Uruguays sind portugiesischer Abstammung. Es folgt eine kleine, alphabetisch sortierte Auswahl:
- Enrique Almada (1934–1990), Schauspieler und Komiker
- Enrique Amorim (1900–1960), Schriftsteller
- Fernando O. Assunção (1931–2006), Historiker, Anthropologe und Autor
- Adrián Caetano (* 1969), Filmregisseur
- Germán Coutinho (* 1970), Politiker
- Wilson Ferreira Aldunate (1919–1988), Politiker
- Carlos Vaz Ferreira (1872–1958), Philosoph, Rechtsanwalt und Schriftsteller
- María Eugenia Vaz Ferreira (1875–1924), Schriftstellerin
- Néstor Gonçalves (1936–2016), Fußballspieler und Trainer
- Manuel Flores Mora (1923–1985), Journalist und Politiker
- Alceu Ribeiro (1919–2013), Maler und Bildhauer
- José Pintos Saldanha (* 1964), Fußballspieler
- Aparicio Saravia (1856–1904), Militär und Politiker
- Jorge Saravia (* 1958), Politiker
- Fernando Vilar (* 1954 in Lara, Portugal), Nachrichtensprecher und Journalist

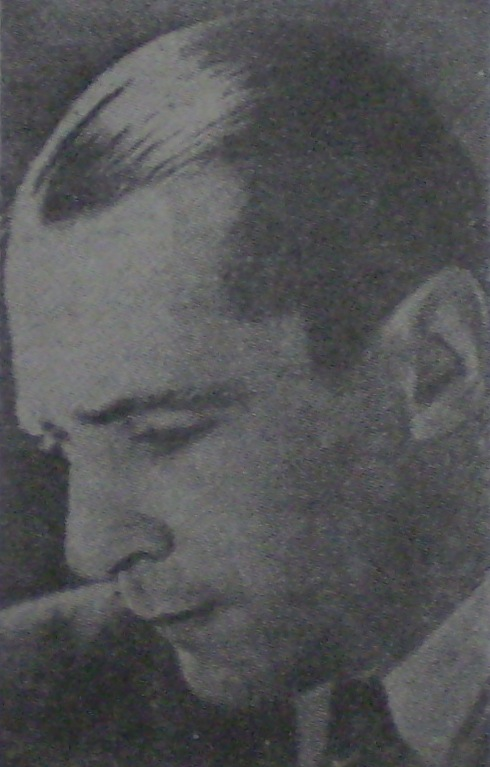
Enrique Amorim
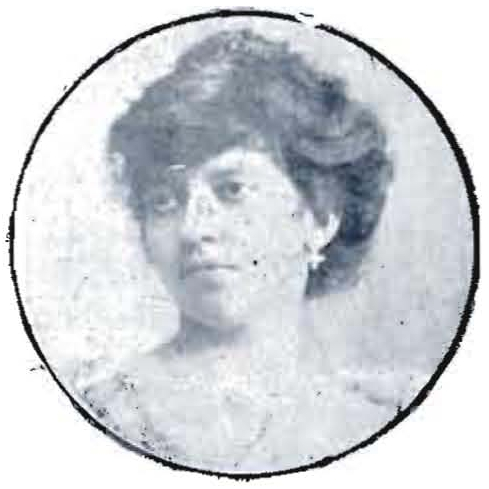
Maria Eugenia Vaz Ferreira
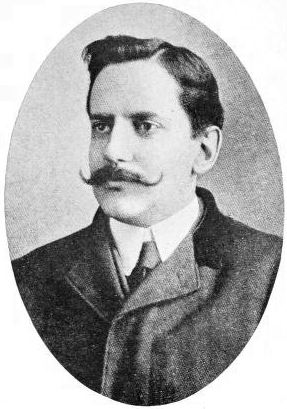
Carlos Vaz Ferreira
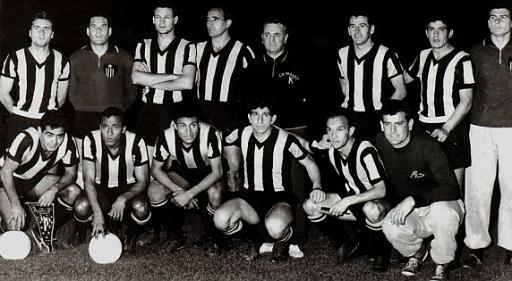
Néstor Gonçalves (3.v.l. stehend) mit der Copa-Libertadores-Gewinnermannschaft 1961, dem Klub Peñarol
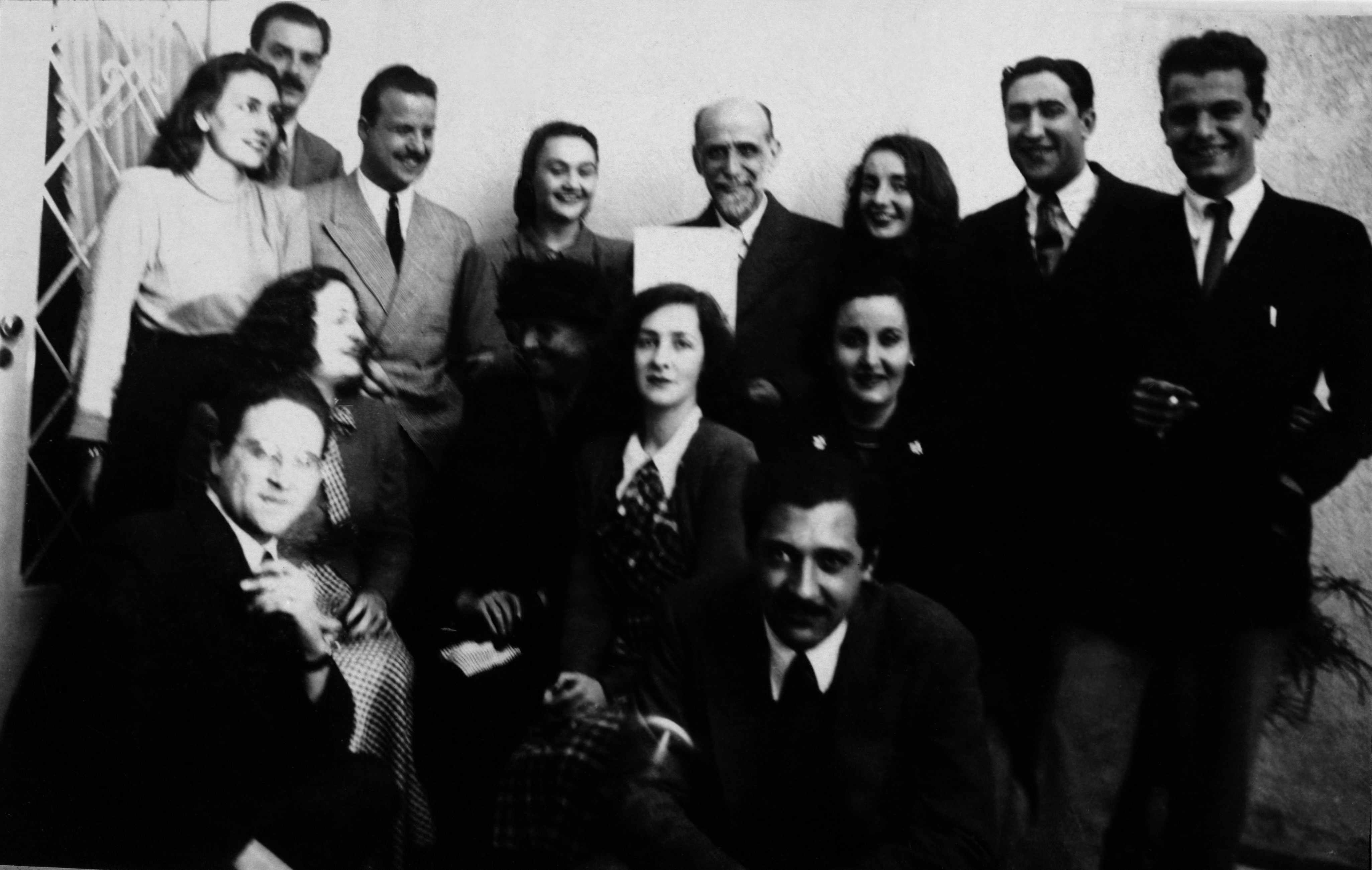
Manuel Flores Mora (vorne rechts)
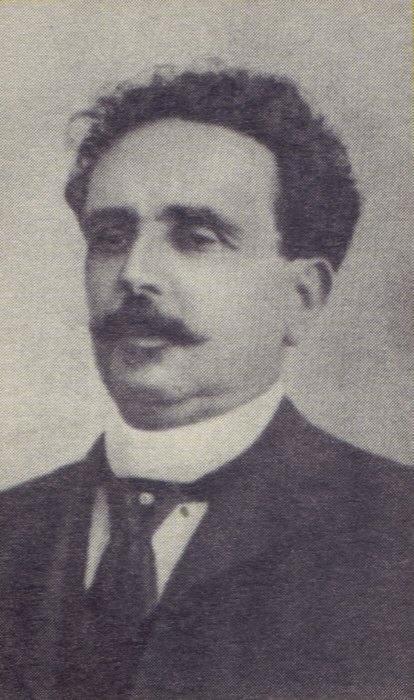
Aparicio Saravia
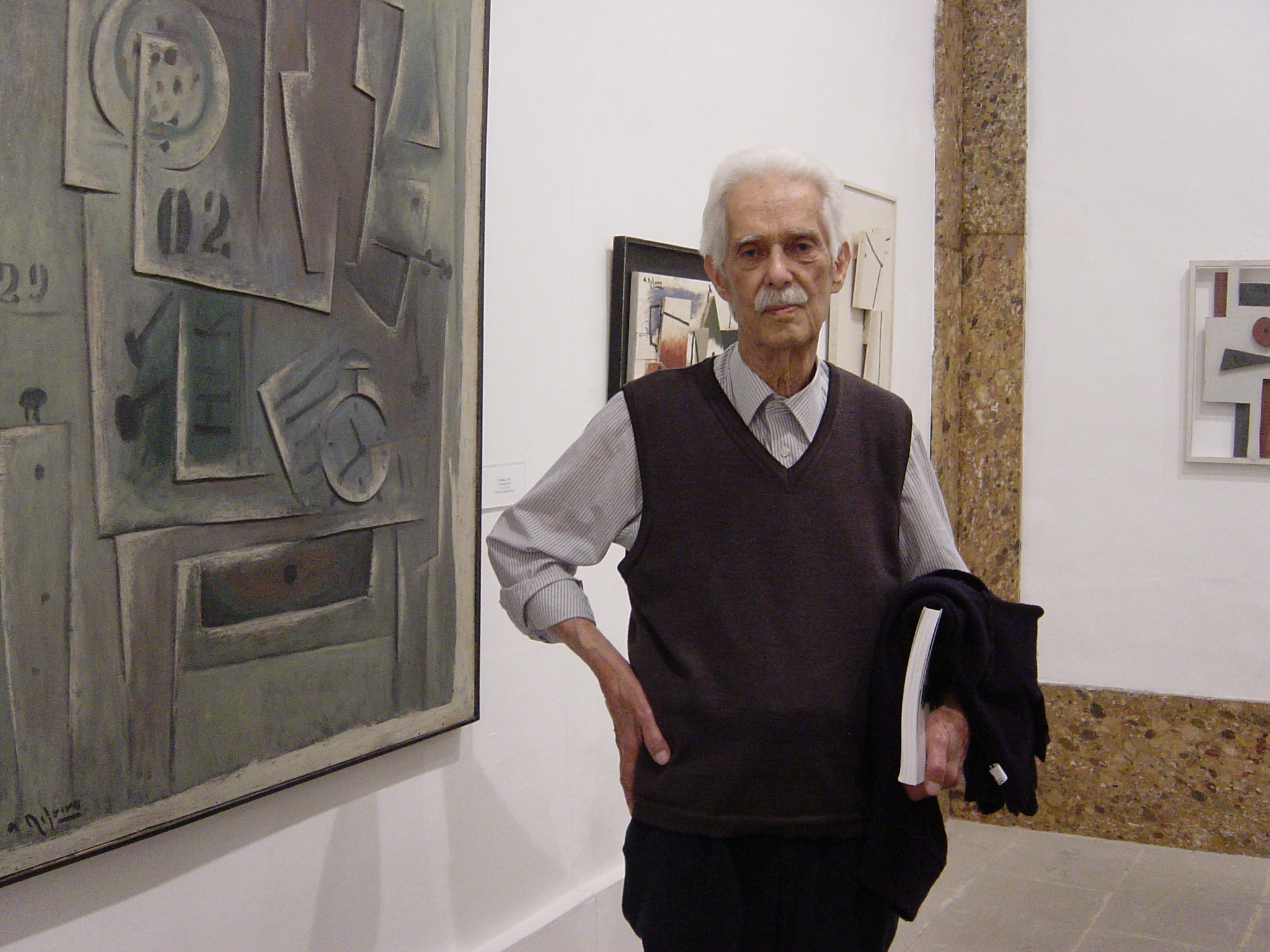
Alceu Ribeiro

## Diplomatie
Portugal unterhält eine Botschaft in der uruguayischen Hauptstadt Montevideo, in der Avenida Dr. Francisco Soca Nummer 1128, Ap. 701. Zudem besteht ein portugiesisches Honorarkonsulat in Colonia del Sacramento.
Uruguay unterhält eine Botschaft in der portugiesischen Hauptstadt Lissabon, in der Rua Sampaio Pina Nummer 16. Zudem besteht ein uruguayisches Konsulat in Porto.

## Städtepartnerschaften
1993 nahmen die beiden Hauptstädte Lissabon und Montevideo die erste portugiesisch-uruguayische Städtefreundschaft auf, danach folgten bislang zwei weitere (Stand 2013).

## Wirtschaft
Die portugiesische Außenhandelskammer AICEP unterhält ein Büro an der portugiesischen Botschaft in Montevideo.
Uruguay ist ein Schwerpunkt in der Arbeit der Câmara de Comércio Portugal-Atlântico Sul (CCPAS), der Handelskammer Portugals für die Länder des südlichen Atlantiks.
Im Jahr 2015 exportierte Portugal Waren im Wert von 28,90 Mio. Euro nach Uruguay (2014: 38,99 Mio.; 2013: 17,26 Mio.; 2012: 15,95 Mio.; 2011: 6,50 Mio.), davon 85,3 % Maschinen und Geräte, 2,8 % Textilien, 1,7 % Metalle und 1,6 % Erze und Mineralien.
Im gleichen Zeitraum lieferte Uruguay Waren im Wert von 75,33 Mio. Euro an Portugal (2014: 55,32 Mio.; 2013: 64,67 Mio.; 2012: 55,85 Mio.; 2011: 86,65 Mio.), davon 83,8 % Holz, 14,6 % landwirtschaftliche Erzeugnisse, 1,2 % Leder und Häute und 0,2 % Textilien.
Damit stand Uruguay für den portugiesischen Außenhandel an 67. Stelle als Abnehmer und an 54. Stelle als Lieferant. Im uruguayischen Außenhandel rangierte Portugal damit an 21. Stelle unter den Abnehmern und an 39. Stelle unter den Lieferanten.

## Kultur
Das portugiesische Kulturinstitut Instituto Camões ist u. a. mit Kooperationen zum portugiesischen Sprachunterricht und einem Lektorat an der staatlichen Universidad de la República in Montevideo vertreten.
Vor allem in Institutionen in Montevideo sind regelmäßig auch portugiesische Werke und Künstler zu Gast, etwa Portugiesisches Kino, portugiesische Theaterproduktionen, Lesungen,  Ausstellungen bildender Künstler aus Portugal oder Konzerte portugiesischer Musiker, etwa die Modern Jazz-Musiker Carlos Bica und João Paulo Esteves da Silva.

## Sport

### Fußball
Fußball ist in beiden Ländern gleichermaßen Nationalsport.
Die portugiesische Herren-Nationalmannschaft und die uruguayische Auswahl haben bisher viermal gegeneinander gespielt, mit zwei portugiesischen und einem uruguayischen Sieg, einmal trennte man sich unentschieden (Stand Januar 2023). Bei der WM 1930 in Uruguay war Portugal nicht vertreten.
Die portugiesische Frauen-Nationalelf und das uruguayische Frauen-Nationalteam sind bisher noch nicht aufeinander getroffen (Stand Februar 2017).
Uruguayische Spieler treten häufiger auch für portugiesische Teams an. Zuletzt sorgte der millionenschwere Wechsel des Nationalstürmers Cavani von PSG zu Benfica Lissabon im August 2020 für Aufsehen.

### Andere
Der weitläufig selbst portugiesischstämmige Mauricio Moreira gewann 2023 als erster Uruguayer das portugiesische Radrennen Grande Prémio Jornal de Notícias. 2021 hatte er bereits die Volta ao Alentejo gewonnen.